# Amphiura lorioli
Amphiura lorioli är en ormstjärneart som beskrevs av Jean Baptiste François René Koehler 1897. Amphiura lorioli ingår i släktet Amphiura och familjen trådormstjärnor. Inga underarter finns listade i Catalogue of Life.